# Levinella thalassae
Levinella thalassae är en svampdjursart som beskrevs av Borojevic och Boury-Esnault 1987. Levinella thalassae ingår i släktet Levinella och familjen Levinellidae. Inga underarter finns listade i Catalogue of Life.